# Carreau d'as
Pour plus de détails, voir Fiche technique et Distribution.
Carreau d'as est un téléfilm français de Laurent Carcélès diffusé en 1995.

## Synopsis
Dan Travers accusé à tort d’escroquerie, s’évade de prison pour se venger de Marcelin le gangster qui l’a trahi. Rémy Lieutard champion de boule et sympathique gardien de la prison a sympathisé avec Dan... Et bien malgré lui, Rémy se retrouve complice de l’évasion, contraint de partir en cavale avec Dan, qui est secondé par Ginny, la fiancée trompée par Marcelin.

## Fiche technique
- Titre : Carreau d'as
- Réalisation : Laurent Carcélès
- Scénario : Pierre Fabre
- Photographie : Maurice Giraud
- Musique : Claude Bolling
- Productrice : Nelly Kafsky
- Sociétés de production :  CANAL+, Telfrance, TF1
- Pays :  France
- Langue : français
- Format : Couleur - 35 mm - son stéréo
- Genre : Comédie
- Durée : 88 minutes
- Date de première diffusion : 13 mai 1995 (France)

## Distribution
- Pierre Mondy : Dan Travers
- Bernard Pinet : Rémy Lieutard
- Élisa Servier : Ginny
- Jacques Frantz : Marcelin
- Jean-Paul Comart : Le Lorrain
- Françoise Bertin : Marion

## Accueil
« Laurent Carcélès est un réalisateur surprenant, un metteur en scène de caractère à la patte
reconnaissable entre toutes… Il aborde un genre - le policier, avec une vague histoire de truands - de
façon sans cesse décalée grâce, précisément, à des ruses cinématographiques... Chez Carcélès, le choix
des plans, des mouvements de caméra, des plans de coupes… est aussi important que l’histoire
racontée… Serviteurs superbes de cette comédie à double sens, les acteurs interprètent, avec le brin de
naïveté qui convient, une histoire dont il faut d’abord s’amuser. Pierre Mondy (dans le rôle de Dan
Travers) en faux méchant, Bernard Pinet (Rémy Lieutard) en bon bougre dépassé par les événements,
Elisa Servier (Ginny) en jeune femme pétillante et maligne, forment un trio cohérent, sympathique et
familier. Ils soutiennent à merveille le ton de douce comédie du film. » Véronique Cauhapé, Le Monde, 7 mai 1995
«  Ce polar humoristique et quasi écologique par son cadre (l’Hérault champêtre)... est agréablement
coloré et rythmé… Un banal cochonnet devient l’enjeu d’un authentique suspense, et les comédiens ne
roulent jamais des mécaniques, misant au contraire sur le naturel. Des atouts suffisants pour que l’on
entre sans résister dans leurs jeux. » Sophie Berthier, Télérama, 13 mai 1995
« Cette comédie policière, centrée autour de la pétanque, tire profit d’une réalisation originale et
d’interprètes talentueux. » Télé Star, 13 mai 1995